# Język ume
Język ume (Ubmejensámien giella; lapoński ume, saami ume) – jeden z języków saamskich, jeszcze spotykany w Szwecji w obszarze: Lycksele, Storuman, Malå, Tärna oraz Sorsele, wzdłuż rzeki Ume.
Bywa podkładany pod pojęcie języka południowosaamskiego.
W Szwecji jest prawie wymarły. Według danych szacunkowych z 2007 r. posługuje się nim mniej niż 20 osób.
Niegdyś był używany również w Norwegii (gmina Rana, Nordland), ale w tym kraju wyszedł z użycia.